# (274084) Baldone
Pour les articles homonymes, voir Baldone (homonymie).
(274084) Baldone est un astéroïde de la ceinture principale.

## Description
(274084) Baldone est un astéroïde de la ceinture principale. Il fut découvert le 3 janvier 2008 à Baldone par Kazimieras Černis et Ilgmārs Eglītis. Il présente une orbite caractérisée par un demi-grand axe de 2,40 UA, une excentricité de 0,18 et une inclinaison de 3,9° par rapport à l'écliptique.

## Nom
L'astéroïde est nommé d'après la ville lettone de Baldone. La citation de nommage est la suivante :

« Avec ses 2 350 habitants, Baldone est située à 37 kilomètres au sud-ouest de Riga et est célèbre pour sa source sulfureuse bienfaisante. La mention écrite la plus ancienne de Baldone date de 1450. Depuis 1957, l'observatoire d'astrophysique fonctionne à 5 kilomètres de la ville. »

## Compléments